# Karl August Christoph Friedrich Zoller
Karl August Christoph Friedrich Zoller, ab 1844 von Zoller, (* 21. März 1773 in Deizisau; † 21. September 1858) war ein deutscher Pfarrer, Pädagoge und Autor.

## Leben
Karl August Zoller wurde in Deizisau als Sohn des Pfarrers Johann Friedrich Zoller und der Pfarrerstochter Katharina Sophie Dorothea Bayer geboren. Er studierte in Tübingen Theologie und gehörte im Evangelischen Stift Tübingen zum Kreis um Hegel, Schelling und Hölderlin. In Deizisau trat er 1798 die Nachfolge seines Vaters als Pfarrer an, begann die Umbildung der Dorfschule und betrieb gleichzeitig eine Jugend-, eine Männer-, eine Soldaten- und eine Lehrerschule. 1799 heiratete er die Stuttgarter Kaufmannstochter Christiane Friederike Barrier (1777–1853). Das Paar hatte neun Kinder. Zur Erziehung nahmen sie junge Engländer in ihr Haus auf; Anstoß für Zoller zahlreiche Fremdsprachen zu erlernen. Wegen seines pädagogischen Engagements wurde er 1811 als Schulinspektor nach Stuttgart berufen. Dort führte er auch als Direktor das Waisenhaus und wurde Berater der Königin Katharina. Sie veranlasste 1818 seine Ernennung zum ersten Rektor des von ihr gegründeten Königin-Katharinen-Stifts, der ersten höheren Mädchenschule im Königreich Württemberg; Zoller hatte dieses Amt bis 1843 inne.
Zoller verfasste unter Benutzung der Vornamen August, Karl (Carl) August, sowie Charles zahlreiche pädagogische Schriften und gab eine mehrbändige Bibliothèque francaise ou choix de livres intéressants destinés à la jeunesse allemande des deux sexes heraus. Als Übersetzer, wie sein gleichnamiger Sohn August Zoller, betätigte er sich hingegen nicht. Vater und Sohn werden in vielen Nachschlagewerken und Publikationen verwechselt. Zoller wurde 1847 pensioniert und gilt als einer der bedeutendsten Pädagogen Württembergs im 19. Jahrhundert. Für seine Verdienste wurde ihm 1844 das Ritterkreuz des Ordens der Württembergischen Krone und damit der persönliche Adelstitel verliehen.
Zoller war der Schwiegervater des Komponisten Ludwig Hetsch.